# Superbolid kamczacki
Superbolid kamczacki – wybuch meteoru o średnicy około 10 metrów, który miał miejsce w pobliżu Kamczatki 18 grudnia 2018 o godzinie 11:48 czasu lokalnego. 
Superbolid nie został odkryty przed wejściem w atmosferę Ziemi. Meteoroid miał średnicę około 10 metrów, masę około 1360 ton i w momencie eksplozji poruszał się z prędkością około 115 tysięcy kilometrów na godzinę. Meteor eksplodował około 25 km nad powierzchnią oceanu, wyzwalając energię około 173 kiloton – ponad dziesięć razy większą niż wybuch bomby atomowej zrzuconej na Hiroshimę. W momencie jego odkrycia była to druga pod względem wielkości wyzwolonej energii powietrzna eksplozja bolidu zarejestrowana przez NASA.